# Billi Bruno
Billi Bruno, nome d'arte di Sarah Russo (Los Angeles, 20 luglio 1997), è un'attrice statunitense che interpreta il ruolo di Gracie, figlia di Jim e Cheryl nella sitcom La vita secondo Jim.

## Carriera
All'età di tre anni, quando le sue sorelle ebbero un'audizione per un ruolo da attrici, volle andare con loro; imparò le loro battute più velocemente di loro. I suoi genitori assecondarono la sua inclinazione e così ottenne l'importante ruolo di Gracie nella sitcom statunitense La vita secondo Jim.
È apparsa nel video musicale Celebrity di Brad Paisley, insieme alla co-protagonista di La vita secondo Jim Taylor Atelian.

## Vita privata
Il 16 ottobre 2016 si è sposata con Alex Jacobson, nel 2017 i due hanno avuto una figlia di nome Mila.